# Mertendorf (Turingia)
Mertendorf es un municipio situado en el distrito de Saale-Holzland, en el estado federado de Turingia (Alemania). Tiene una población estimada, a fines de 2023, de 149 habitantes.